# Terror (Schiff, 1916)
HMS Terror (I03) war ein Monitor der Erebus-Klasse der britischen Royal Navy. Das im August 1916 fertiggestellte Schiff wurde im Ersten Weltkrieg vor der flandrischen Küste eingesetzt. Zu Beginn des Zweiten Weltkrieges in Singapur stationiert, verlegte der Monitor 1940 zur Mediterranean Fleet und ging schon im Februar 1941 vor der libyschen Küste verloren. Das Schiff war im Ersten Weltkrieg mit den Battle Honours Belgian Coast 1916–18 und Zeebrugge 1918 ausgezeichnet worden; im Zweiten Weltkrieg wurden dem Monitor noch die Battle Honours Libya 1941 und Mediterranean 1941 verliehen.

Am 24. Februar sank die schon beschädigte Terror nach einem Luftangriff nahe Derna, obwohl sie nicht direkt getroffen wurde. Die Begleitschiffe konnten die gesamte Besatzung bergen.

## Geschichte des  Schiffes
Der Monitor Terror wurde am 29. Juli 1915 bei der Werft Harland & Wolff in Belfast bestellt. Die Kiellegung des Schiffes erfolgte am 26. Oktober und der Stapellauf am 8. Mai 1916. Den Namen hatte erstmals 1696 eine Bombarde erhalten; zuletzt führten von 1857 bis 1914 zwei Stationäre in Bermuda den Namen.
Am 6. August 1916 kam der neue Monitor als neuntes Schiff mit dem Namen Terror in den Dienst der Royal Navy. Da das von der Zweigwerft in Govan  gebaute Schwesterschiff den Namen Erebus erhielt, sollten die Namen der beiden Monitore an die Schiffe der Nordwestpassagenepedition von Sir John Franklin erinnern.

Die neue Klasse war eine erhebliche Verbesserung gegenüber den bis dahin gebauten 14 Monitoren der Abercrombie-, Lord Clive- und Marshal Ney-Klasse. Die Seefähigkeit und Selbstständigkeit der Schiffe war erheblich höher als die der Vorgänger-Klassen. Der zeitweise erwogene Verzicht auf diese Schiffe wurde nach den schlechten Seeergebnisse der Vorgängerklassen, insbesondere der beiden Einheiten der Marshal Ney-Klasse, aufgegeben.

### Bewaffnung des Schiffes
Terror verfügte bei der Indienststellung über einen 15 in (381 mm)-Mk.I-Doppelturm; die eingebauten Kanonen entsprachen den Geschützen der Schlachtschiffe der Royal Navy seit der Queen-Elizabeth-Klasse bis zur Vanguard.
Der Turm der Terror war zuvor wahrscheinlich auf der 1915 in Dienst genommenen Marshal Ney installiert, die nach sehr schlechten Abschneiden in den See-Tests umbewaffnet wurde, um überhaupt einsatzfähig zu werden.
Abweichend vom Schwesterschiff erhielt die Terror anfangs nur eine geringe Hilfsbewaffnung mit nur einem 3-in-(76-mm)-Fla-Geschütz und zwei "12-pounder"-3-in-(76-mm)-Geschützen. Bis 1919 glich sich die Bewaffnung der beiden Schiffe der Klasse an und sie verfügten schließlich neben dem schweren Zwillingsturm über acht 4-in-(102-mm)-Seezielgeschütze und zwei 12-pdr(?)/3-in-(76-mm)-Flak, zwei 2-pdr-Flak und vier Maschinengewehre.

### Einsätze im Ersten Weltkrieg
Die Terror kam 1916 zur Dover Patrol, eine Zusammenballung aller Einheiten und Typen, die zur Verteidigung der Dover-Sperre und für Angriffe auf das von Deutschen besetzte Flandern benötigt wurden. Der Monitor beschoss vorrangig Ziele an der deutsch besetzten belgischen Küste, insbesondere die als Stützpunkt des Marinekorps Flandern genutzten Häfen von Zeebrugge und Ostende.

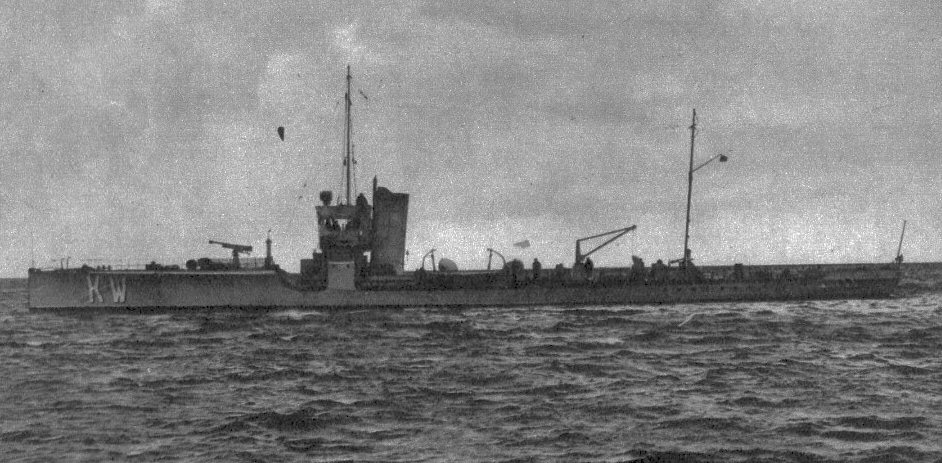
Küstentorpedoboot des Typs A III der Kaiserlichen Marine

Am 19. Oktober 1917 wurde Terror von drei Torpedos der Küstentorpedoboote A 59, A 60 und A 61 schwer getroffen. Mit schweren Schäden im Vorschiff, aber ohne Personalverluste, musste der aus Vorsicht auf Grund gesetzte Monitor dann nach Portsmouth zur Reparatur geschleppt werden. Im April 1918 nahm die Terror am Zeebrugge-Raid teil und gab im September 1918 Artillerie-Unterstützung in der 5. Schlacht um Ypres.

### Zwischenkriegszeit
Nach dem Krieg wurde der Monitor der Artillerie-Schule (HMS Excellent) der Royal Navy zugeteilt und nahm an verschiedenen Artillerieübungen in den 20er-Jahren teil. Ab dem Januar 1934 war die Terror dann Stützpunktschiff auf der Sembawang Naval Base in Singapur. Ab Mai 1939 fand eine umfangreiche Überholung des Schiffes auf der Marinewerft in Singapur statt, um die Abwehrfähigkeit des Monitors gegen Luftangriffe zu verbessern. Gleichzeitig wurde das Schwesterschiff Erebus in der Heimat überholt.

### Erneuter Weltkrieg
Als im September 1939 der Zweite Weltkrieg ausbrach, befand sich die Terror weiterhin in der Werft in Singapur; bei der Grundüberholung wurde die bisherige Unterstützungsbatterie von acht 4-inch-Mk.IX und die vorhandenen Luftabwehrwaffen durch sechs 4-inch-Mk.V, die auch zur Luftabwehr einsetzbar waren, und zwei 0,5 Zoll-FlaMG-Vierlinge ersetzt.
Dazu wurde die Panzerung verändert und zusätzliche Mannschaftsräume geschaffen. Im Januar 1940 wurden die Arbeiten abgeschlossen und das Schiff nach Europa kommandiert.

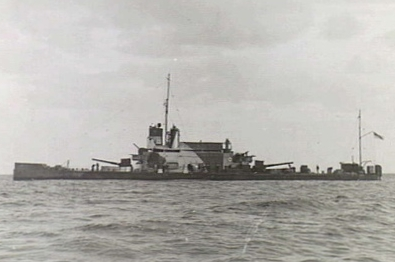
Die Ladybird

Im März 1940 erreichte der Monitor das Mittelmeer, wo er wegen eines befürchteten Kriegsbeitritt Italiens vorerst verbleiben sollte. Auf der Marinewerft in Malta wurde die Panzerung nochmals verstärkt. Als am 19. Juni 1940 Italien auf Seiten Deutschlands in den Weltkrieg eingriff, verblieb der Monitor anfangs in Malta, um dessen Verteidigung zu stärken. Italiens Kriegsbeitrag konzentrierte sich auf einen Angriff in Nordafrika auf die britischen Positionen in Ägypten. Allerdings führten die Italiener tatsächlich nur vom 9. bis 16. September eine Offensive durch. Zur Unterstützung der sich zurückziehenden britischen Einheiten bildete die Royal Navy die inshore squadron, zu der neben der Terror auch drei kleine Kanonenboote der Insekten-Klasse (Aphis, Gnat, Ladybird) gehörten, die zuletzt in China auf dem Jangtsekiang eingesetzt worden waren. Die Italienische Invasion Ägyptens stoppte überraschend schon etwa 100 km hinter der ägyptisch-libyschen Grenze und etwa 130 km vor Mersa Matruh, der nächsten britischen Hauptstellung. Die am 28. Oktober begonnene italienische Invasion Griechenlands verlagerte die Aufmerksamkeit der italienischen politischen Führung weg von den Ereignissen in Nordafrika.
Der erfolgreiche britische Luftangriff auf die italienischen Seestreitkräfte im Hafen von Tarent in der Nacht zum 12. November 1940 veränderte zudem das Kräfteverhältnis im Mittelmeer für mehrere Monate zugunsten der Royal Navy. Drei italienische Schlachtschiffe wurden schwer beschädigt. Caio Duilio und Littorio fielen sechs bzw. vier Monate aus; die Conte di Cavour konnte bis zum Kriegsende nicht instand gesetzt werden. Die zuvor in Malta eingesetzte Terror und die in Malta reparierte Vendetta nutzten die britische Angriffsoperation zur Verlegung zur Suda Bucht auf Kreta mit dem Rück-Konvoi ME.3 aus Malta, der am 11. November erfolglos vom italienischen U-Boot Topazio angegriffen wurde.

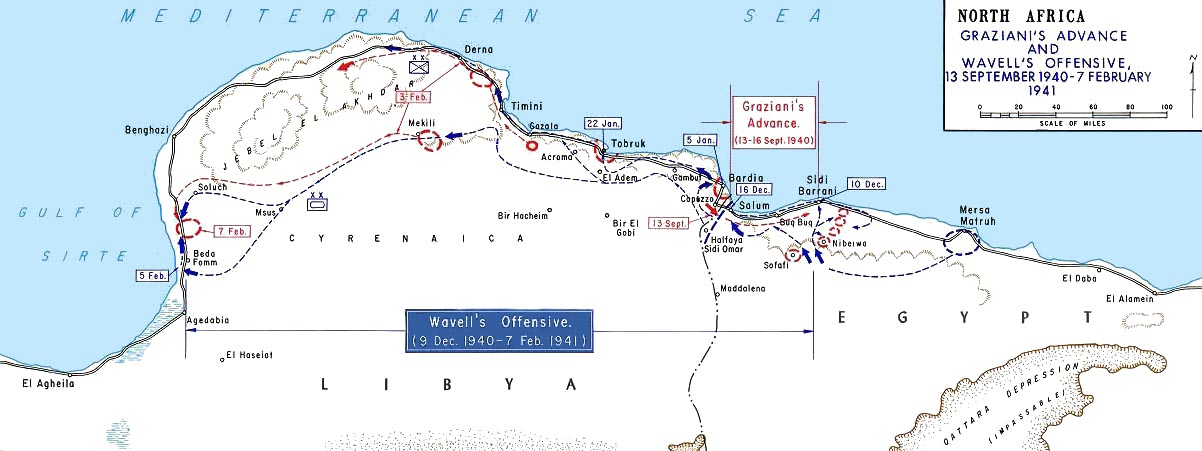
Der Nordafrikanische Kriegsschauplatz 1940/41

Ab dem 8. Dezember 1940 führten die Briten schließlich mit der Operation Compass einen Angriff zur Rückeroberung der verlorenen Gebiete in Nordafrika. Zur Unterstützung des Gegenangriffs kam dann auch die inzwischen nach Ägypten verlegte Terror mit der inshore squadron zum Einsatz. Diese bildete zusammen mit dem 800 ts-Minensucher Bagshot der Aberdare-Gruppe der alten Hunt-Klasse die Force A.
Die Force B zu ihrer Sicherung und Unterstützung bildeten die alten australischen Zerstörer Vampire, Vendetta, Voyager und Waterhen.
Dazu standen nach Bedarf noch die Force C mit den Schlachtschiffen Barham und Malaya, einem Kreuzer und sieben Zerstörern sowie die Force D mit dem alten Träger Eagle, weiteren drei Kreuzern und drei Zerstörern zur Verfügung. Diese Einheiten, insbesondere die Force A und B, führen zahlreiche Beschießungen küstennaher italienischer Stellungen durch. Terror beschoss in der Nacht zum 9. Dezember mit Aphis Maktila, in der Nacht zum 12. mit Aphis und Ladybird italienische Stellungen bei Sollum und vom 14. bis zum 18. meist mit einem der Kanonenboote noch weitere Stellungen. Im Jahr 1940 war Terrors letzter Einsatz eine Beschießung von Bardia am 28. Dezember.

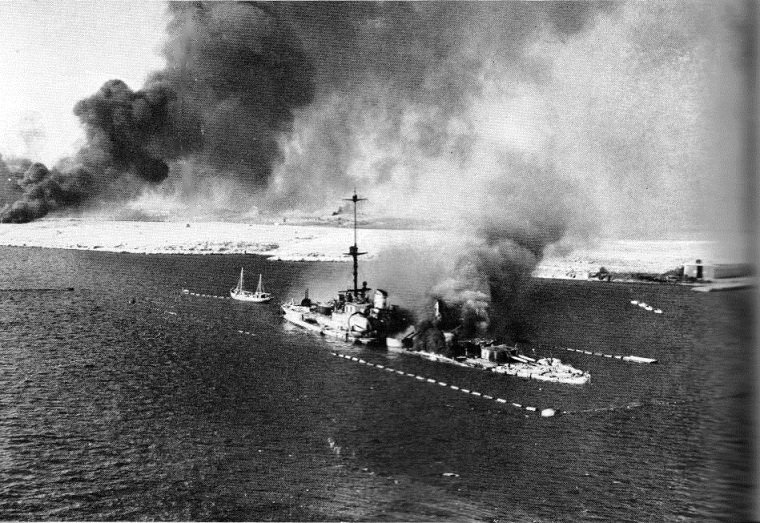
Die in Tobruk von den Italienern selbst versenkte San Giorgio 1941

Im Januar 1941 verblieb der Monitor bei der Inshore Squadron; zur Verstärkung der Luftabwehr wurden zusätzlich sieben erbeutete italienische 20-mm-Maschinenkanonen installiert. Die Verdrängung stieg damit auf 9400 t.
Der Monitor unterstützte mit den drei Kanonenbooten aus China den weiteren Vormarsch der 8. britischen Armee in Nordafrika. Nach einer ersten Beschießung Bardias durch Terror und die Kanonenboote am 2. Januar und einer massiven Beschießung durch die Schlachtschiffe Warspite, Valiant und Barham sowie sieben Zerstörer kapitulierte die italienische Garnison am 5. Januar. Der kontinuierliche Einsatz der alten Einheiten und der immer längere Anfahrtsweg zu den Einsätzen belastete die alten Schiffe und ihre Besatzungen. Am 22. Januar gelang es der 6. australischen Division unterstützt von Terror, den Kanonenbooten Aphis und Ladybird sowie den australischen Zerstörern Stuart, Vampire und Voyager Tobruk einzunehmen und 25.000 Italiener gefangen zu nehmen.
Im Hafen versenkten die Italiener ihren alten Panzerkreuzer San Giorgio. Das Eingreifen der Deutschen auf Seiten der Italiener beseitigte die durch den Angriff auf Tarent bestehende Überlegenheit der Royal Navy wieder. Die Verlegung des X. Fliegerkorps der Luftwaffe und dessen Beteiligung bei der schweren Beschädigung der Illustrious am 10. Januar 1940 hatte die Vorteile auf britischer Seite wieder zunichtegemacht. Der schwer beschädigte Träger konnte zwar Malta erreichen und nach einer Notreparatur nach Alexandria entkommen, fiel aber 14 Monate aus. 126 Mann starben auf dem Träger, weitere 91 wurden schwer verwundet.

Am 30. Januar eroberten britische Truppen Derna.

### Der Verlust der HMSTerror

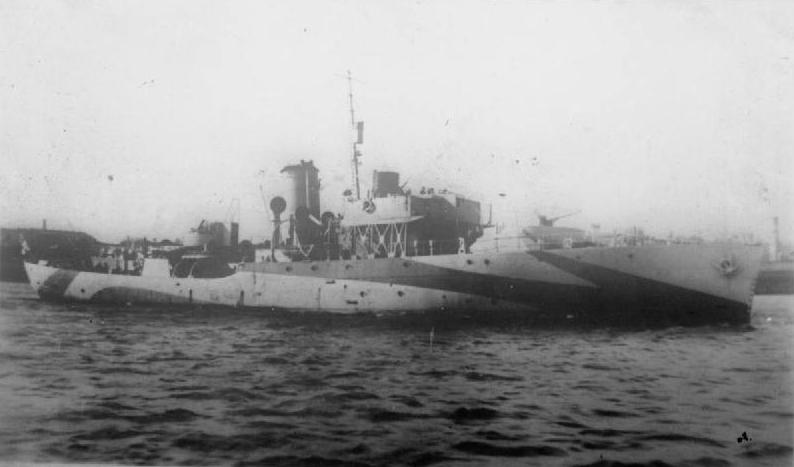
Die Korvette Salvia

Am 17. Februar traf die Terror erneut in Bengasi ein, um den britischen Vorstoß Richtung Tobruk zu unterstützen. Damit wollten die Briten weitere italienische Einheiten von ihren Versorgungsbasen trennen. Am 22. Februar beschädigten Ju 88-Bomber der II./LG.1 den britischen Monitor durch Bombentreffer im Hafen von Bengasi. Das Schiff sollte daher vom Unterstützungseinsatz zurückgezogen werden. Beim Verlassen des Hafens löste das Schiff die Explosion zweier von der Luftwaffe zuvor verlegten Minen aus.

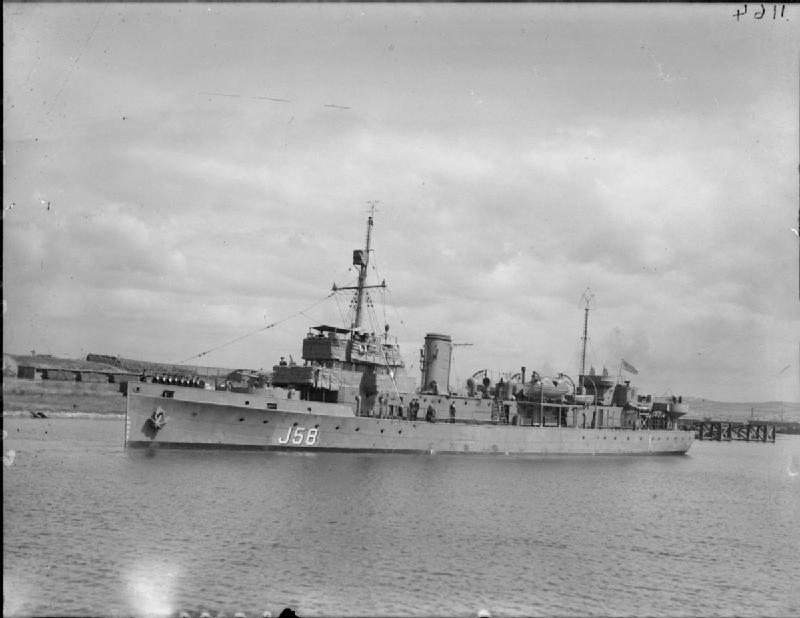
Der Minensucher Saltburn
ähnlich der Fareham

Der Minensucher Fareham und die Korvette Salvia wurden zur Terror geschickt, um ihre Rückfahrt zu einem Werftaufenthalt zu sichern. Die Besatzung des Monitors wurde schon am kommenden Tag weitgehend auf die Fareham und Salvia verteilt. Wahrscheinlich erfolgte am 23. Februar nordwestlich von Derna, nachdem der letzte sichernde Hurricane-Jäger das Geleit verlassen hatte, noch ein dritter Angriff der Luftwaffe auf den Monitor, der am 24. zu sinken begann. Fareham und Salvia bargen auch die restlichen noch an Bord gebliebenen Besatzungsmitglieder ab und kehrten mit der gesamten Mannschaft der Terror, die auf 32° 59′ N, 22° 32′ O gesunkenen war, nach Alexandria zurück.

### Erneute Namensverwendung
Den Namen des Monitors erhielt im Mai 1946 der britische Navy-Stützpunkt in Singapur und behielt ihn bis zu seiner Schließung 1972, als Großbritannien seine Stützpunkte in Malaysia aufgab.

### Die Schiffe derErebus-Klasse
| Name   | Werft                           | Baubeginn  | Stapellauf | in Dienst | Schicksal                              |
| ------ | ------------------------------- | ---------- | ---------- | --------- | -------------------------------------- |
| Erebus | Harland & Wolff BN°492, Govan   | 12.10.1915 | 19.06.1916 | 2.09.1916 | Juli 1946 Abbruch                      |
| Terror | Harland & Wolff BN°493, Belfast | 26.10.1915 | 18.05.1916 | 6.08.1916 | versenkt am 24. Februar 1941 vor Derna |

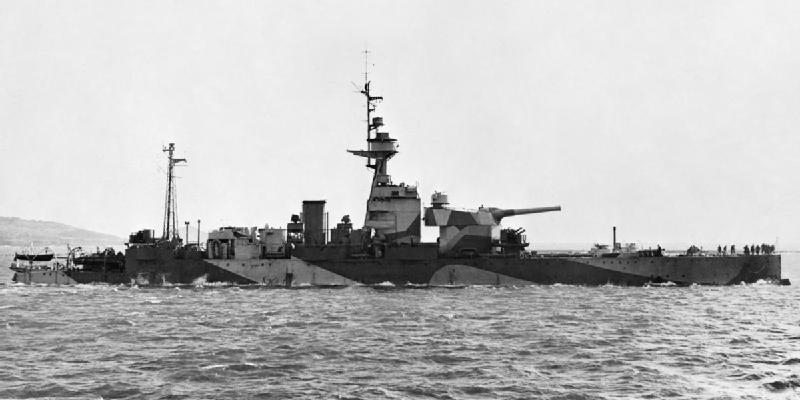
Die Erebus 1944

Das Schwesterschiff Erebus wurde mit den Battle Honours Belgian Coast 1916–18 und Zeebrugge 1918 im Ersten Weltkrieg und im Zweiten Weltkrieg dann noch English Channel 1940–44, North Sea 1940–41, Atlantic 1943, Mediterranean 1943, Sicily 1943, Normandy 1944 und Walcheren 1944 ausgezeichnet.
1939 befand sich der Monitor zur Überholung in Southampton. Die Überholungsaufgaben wurden abgebrochen und der Monitor der Home Fleet zugewiesen. Das Schiff sollte zur Abwehr einer Invasion eingesetzt werden. Im Oktober 1940 erfolgte der erste Kampfeinsatz des Schiffes, das dabei Ziele nahe Dünkirchen beschoss. 1941 wurde die Luftabwehrfähigkeit des Monitors durch neue Fla-Geschütze mit einer Radarunterstützung verbessert. Anfang 1942 verlegte die Erebus nach Trincomalee und war an der Verteidigung des Hafens beim japanischen Luftangriff am 9. April 1942 beteiligt; dabei wurde der Monitor beschädigt und hatte Verluste (13 Tote).
Nach notwendigen Reparaturen (vm. in Bombay) verlegte der Monitor nach Kilindini, um mit seiner Artillerie die vorgesehenen letzten Landungen zur Eroberung des bislang Vichy-treuen Madagaskar zu unterstützen. Da ein Einsatz nicht erforderlich wurde, kehrte der Monitor um das Kap der Guten Hoffnung nach Europa zurück.
Der Monitor nahm dann mit den beiden neugebauten Monitoren Abercrombie und Roberts an der Unterstützung der Alliierten Landung auf Sizilien teil. Nach vorbereitenden Beschießungen an der italienischen Küste wurde das Schiff früh von der Operation Avalanche (Landung bei Salerno) abgezogen.
Für den geplanten Einsatz bei der Landung der Alliierten in der Normandie wurde die Abwehrbewaffnung des Schiffes verstärkt und die Radar-Ausstattung erheblich modernisiert. Der Monitor wurde zur Unterstützung im amerikanischen Landungsabschnitt Utah Beach eingesetzt. Nach der Landungsphase unterstützte der Monitor den Vormarsch der Commonwealth-Truppen bis Mitte September 1944. Zusammen mit der Roberts und dem alten Schlachtschiff Warspite unterstützte der Monitor Ende Oktober / Anfang November 1944 die britische Landung auf Walcheren. Danach erfolgten keine weiteren Einsätze.

Bewaffnet war die Erebus zuletzt mit einem 381-mm-L/42-Mk.I-Doppelturm, sechs einzelnen 102-mm-L/45-Mehrzweckgeschütze, zwei einzelne 76-mm-L/45-Mk.IV-Flak, drei 40-mm-L/39-Mk.VII-Fla-Vierlingen, einer einzelnen 40-mm-L/39-Mk.VIII-Flak und 15 Oerlikon-20-mm-L/70-Mk.III-Maschinenkanonen. Dazu verfügte der Monitor über eine umfassende Radar-Ausrüstung zur Ortung und Feuerleitung.
Nach der Kapitulation Japans wurde der Monitor der Reserve zugeordnet und 1946 zum Abbruch verkauft, der dann ab Januar 1947 in Inverkeithing begann.